# Mogoro
Mogoro (sardinsky: Mòguru) je italská obec (comune) v provincii Oristano v regionu Sardinie. Nachází se ve výšce 136 metrů nad mořem a má přibližně 3 900 obyvatel. Rozloha obce je 48,99 km².